# کووید مزمن
کووید مزمن که در انگلیسی با اصطلاح Long Covid شناخته می‌شود، به عوارض طولانی‌مدت بیماری حاد کووید ۱۹ گفته می‌شود. این بیماری که با عوارض طولانی‌مدت مشخص می‌شود، پس از دوره نقاهت معمول ادامه می‌یابد. بیماری ویروس کرونا می‌تواند تقریباً بر روی هر سیستم ارگانیک همراه با عواقب شامل اختلالات سیستم تنفسی، سیستم عصبی و اختلالات عصب‌شناختی، اختلالات بهداشت روان، اختلالات متابولیکی، اختلالات قلبی عروقی، اختلالات دستگاه گوارش، ضعف، خستگی، درد اسکلتی عضلانی و کم‌خونی تأثیر بگذارد. طیف گسترده‌ای از علائم معمولاً مورد بحث قرار می‌گیرد، از جمله خستگی، سردرد، تنگی نفس، آنوسمی (از دست دادن بویایی)، ضعف عضلانی، تب کم و اختلال عملکرد شناختی.
ماهیت دقیق علائم و عوارض و تعداد افرادی که عوارض طولانی‌مدت را تجربه می‌کنند هنوز ناشناخته است و با توجه به جمعیت مورد مطالعه، تعریف مورد استفاده و مدت زمان مورد استفاده در مطالعه متفاوت است. یک بررسی اولیه توسط اداره آمار ملی انگلستان تخمین زده‌است که تقریباً ۱۰٪ از افرادی که آزمایش کووید ۱۹ مثبت داشتند، بیش از ۱۲ هفته یک یا چند علامت و عارضه را داشته‌اند.